# Johann Baptist Büchel der Ältere
Johann Baptist Büchel der Ältere (* 15. Juli/16. Juli 1824 in Balzers; † 10. Januar 1907 in Vaduz) war ein römisch-katholischer Priester, Kanoniker und liechtensteinischer Landtagsabgeordneter.

## Biografie
Büchel war Bürger der Gemeinde Balzers und stammte aus dem Dorfteil Mäls. Er war der Sohn von Leonz Büchel und dessen Frau Anna Maria Frick. Er besuchte das Knabenseminar in Chur und ab 1844 das Gymnasium in Feldkirch. Danach studierte er Philosophie an der Universität Innsbruck und Theologie am Priesterseminar St. Luzi in Chur. Nach seiner Priesterweihe lehrte er von 1852 bis 1854 Latein an der Bischöflichen Schule am Stift Disentis. In der Folgezeit kehrte Büchel nach Liechtenstein zurück, wo er zeitweise als Seelsorger tätig war. Von 1854 bis 1856 war er Aushilfspriester in Balzers und von 1856 bis 1857 Frühmesser in Triesen. Nach seiner Berufung in den Kanton Graubünden fungierte er dort von 1857 bis 1859 als Präfekt am bischöflichen Knabenseminar in Chur. Aufgrund seiner sich verschlechternden Gesundheit kehrte er 1859 nach Liechtenstein zurück und widmete sich erneut der Seelsorge. Von 1859 bis 1862 war er Hofkaplan in Schaan. Eine Position als Pfarrer hatte Büchel schliesslich 1862 bis 1883 in Triesenberg inne sowie von 1883 bis 1900 in Vaduz. Im Jahr 1883 wurde er zum Domherrn ernannt. 1900 ging er in den Ruhestand.
Von 1859 bis 1862 sowie erneut von 1881 bis 1891 war er Schulkommissär, ein Amt, das 1859 mit dem neuen Schulgesetz entstand und das Amt Schulenoberinspektorat ablöste. Des Weiteren war Büchel von 1862 bis 1869 sowie erneut von 1883 bis 1886, als er von Fürst Johann II. als Ersatz für den am 11. Dezember 1882 verstorbenen Josef Erni, den er ebenfalls als Pfarrer von Vaduz ersetzte, ernannt wurde, Abgeordneter im Landtag des Fürstentums Liechtenstein. In dieser Zeit bekleidete er von 1885 bis 1886 das Amt des Vizepräsidenten des Landtages.